# Elizabeth Castle
Elizabeth Castle – zamek położony na wyspie pływowej  L'Islet (The Islet) w baliwacie Jersey. Jego budowę rozpoczęto w XVI wieku, gdy siła pocisków wystrzelonych z armat sprawiła, że górująca nad Gorey twierdza Mont Orgueil nie była w stanie obronić wyspy przed atakami.
Przez cały XVII i XVIII wiek zamek był ciągle rozbudowywany i przebudowywany.
Twierdza została nazwana na cześć Elżbiety I, królowej angielskiej, władającą Anglią i Jersey w czasie budowy zamku.
Obecnie twierdza jest dostępna do zwiedzania i jest jedną z atrakcji turystycznych wyspy. W jej wnętrzu znajduje się muzeum zarządzane przez Jersey Heritage.  
W czasie odpływu na zamek można dostać się groblą z Saint Helier, natomiast w czasie przypływu można się do niego dostać promem (przy sprzyjającej pogodzie).

## Galeria

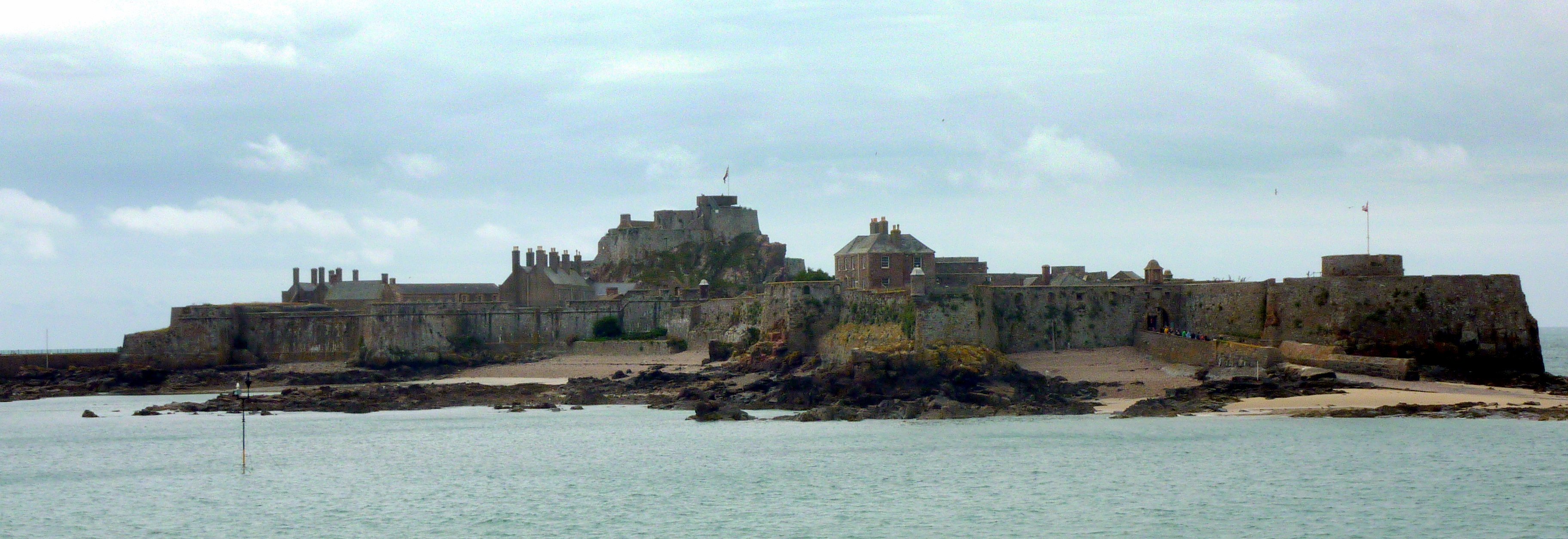
Widok na twierdzę
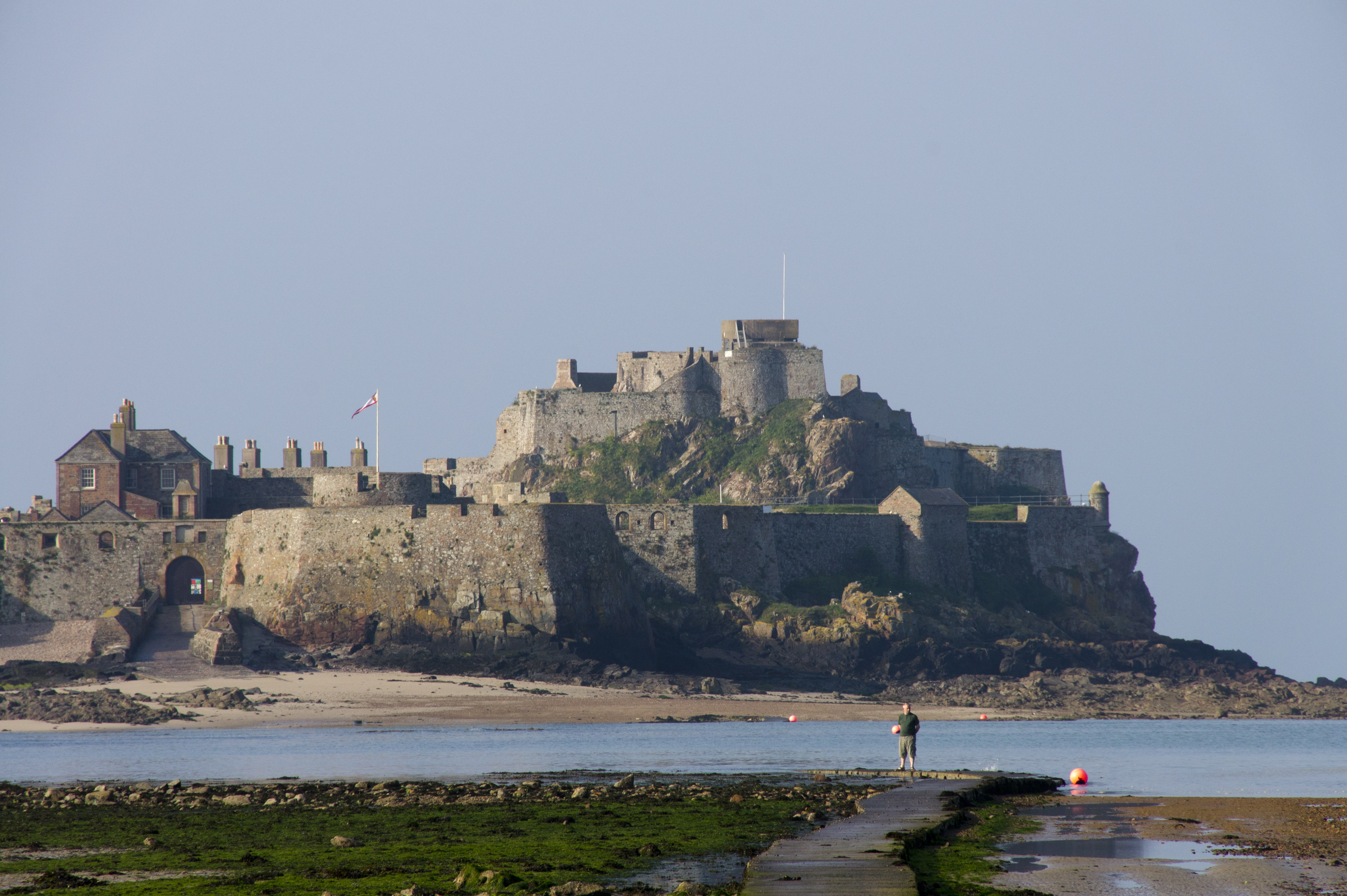
Widok na zamek z lądu
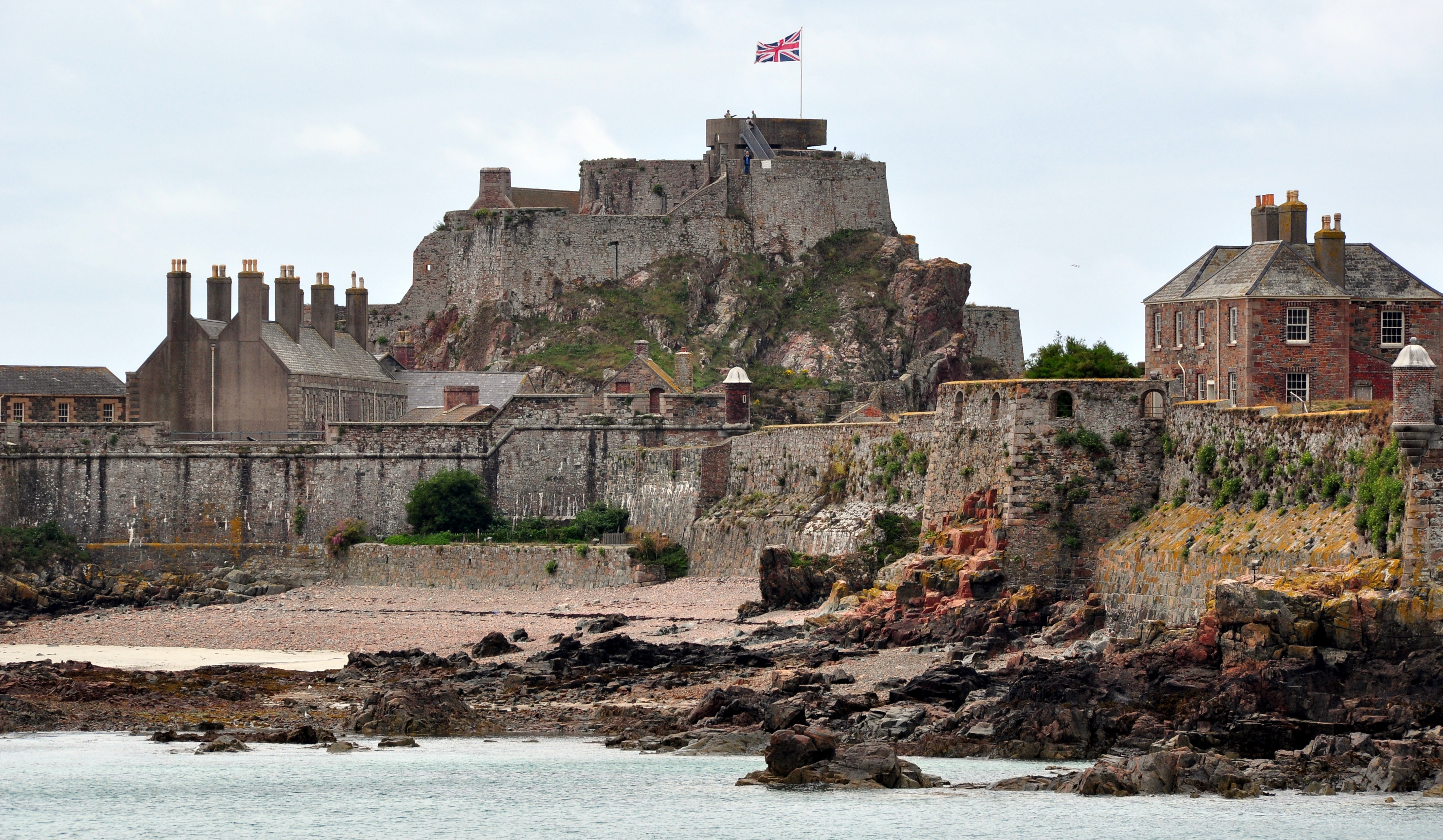
Twierdza Elizabeth Castle
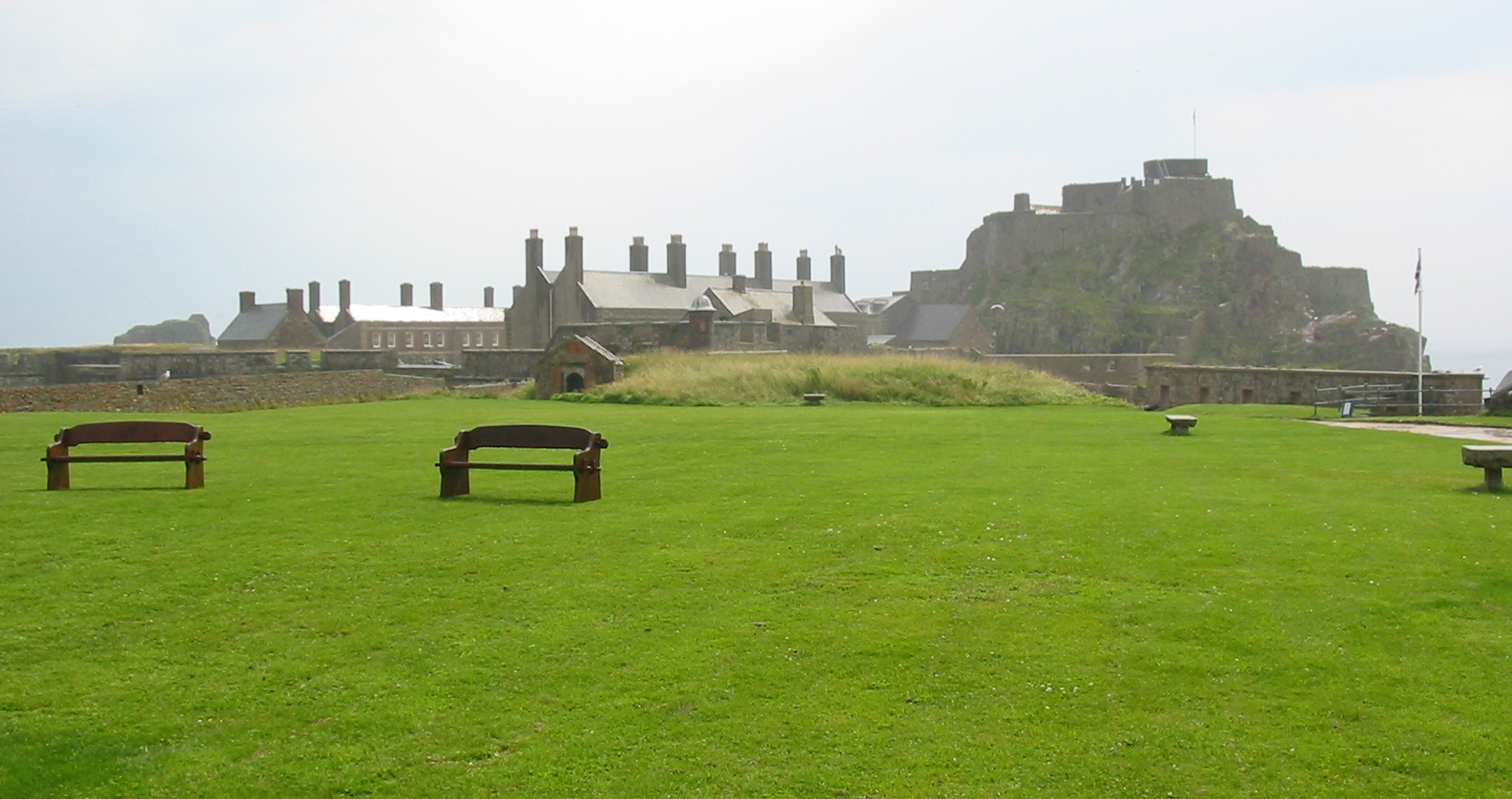
Elizabeth Castle (2007)